# 福住村 (兵庫県)
福住村（ふくすみむら）は、かつて兵庫県多紀郡にあった村。現在の丹波篠山市の南東部、国道173号・国道372号の沿線にあたる。

## 地理
- 山岳：三国岳
- 河川：籾井川

## 歴史

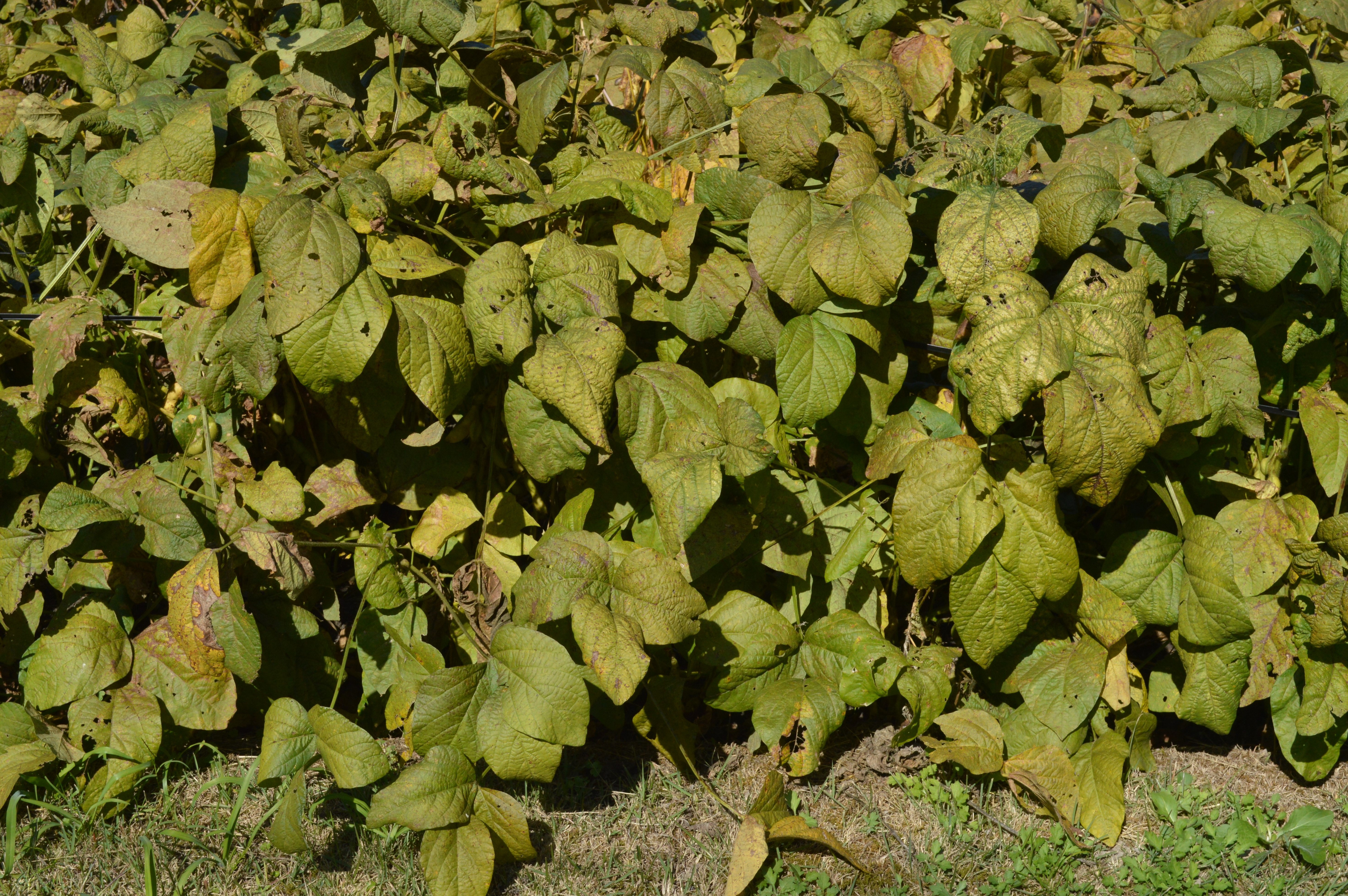
丹波黒大豆の大豆畑

- 1889年（明治22年）4月1日 - 町村制の施行により、福住村・小野新村・小野之奥谷村・箱谷村（飛地を除く）・二之坪村（飛地を除く）・藤之木村（飛地を除く）・幡路村・安田村・本明谷村・川原村・安口村・西野々村・下原山村・中原山村・奥原山村および栃梨村の飛地の区域をもって多紀郡福住村が発足。
- 1955年（昭和30年）4月15日 - 大芋村・村雲村と合併して多紀村が発足。同日福住村廃止。

## 交通

### 鉄道
- 日本国有鉄道
  - 篠山線
    - 福住駅

## 村長
- 山川頼三郎